# Аусбау-парадигма
Аусбау-парадигма (парадигма Ausbausprache — Abstandsprache — Dachsprache) разработана немецкими социолингвистами (Kloss 1967) и впоследствии завоевала популярность в мировой лингвистике. В основу этой концепции заложено понимание того, что существует два независимых набора критериев, которые можно использовать для различения языка и диалекта: один основан на этносоциальных функциях, другой — на объективных структурных особенностях. Одним из её преимуществ считается замена перегруженных дополнительными коннотациями и политизированных обозначений «язык» и «диалект» (пока) нейтральными, хотя и труднопроизносимыми немецкими терминами. Это может оказаться полезным для того, чтобы взглянуть на ранее неразрешимые (около)лингвистические проблемы с новой точки зрения .
- Ausbausprache ([ˈaʊ̯sbaʊ̯ˌʃpʁaːxə], аусбау-язык, «развитый язык») — это идиом, используемый автономно по отношению к другим языкам. Обычно это значит, что это функционально полноценный язык, имеющий собственный письменный стандарт, независимый от других языков; функционирующий в разных сферах письменного и устного общения; часто также имеющий определённый официальный статус. Идиомы, не являющиеся «развитыми языками», как правило, используются только в устном общении с ограниченным кругом лиц.
- Abstandsprache ([ˈapʃtantˌʃpʁaːxə], абштанд-язык, «отстоящий язык») по отношению к другому идиому — это идиом, который структурно достаточно сильно отличается от первого, чтобы считаться отдельным языком.
- Dachsprache ([ˈdaxʃpʁaːxə], «язык-крыша») — это язык, служащий стандартным языком (Ausbausprache) для других идиомов, обычно в рамках диалектного континуума. Но нередко язык-крыша объединяет довольно далеко разошедшиеся идиомы (например, «диалекты» итальянского, немецкого или китайского языков) или даже слабо родственные (латынь в средние века). Причем у разных частей одного идиома могут оказаться разные «крыши» (для «нижненемецких» диалектов на северо-востоке Нидерландов «крышей» является нидерландский, а на севере Германии — немецкий; для кубанского диалекта Адыгеи «крышей» является не литературный кабардино-черкесский, а адыгейский язык).

## Примеры использования аусбау-парадигмы
- В сербохорватской диасистеме сербский, хорватский и боснийский являются отдельными аусбау-языками, хотя одним абштанд-языком. Ранее, в первой половине XX века единый сербохорватский язык был одним аусбау-языком и в то же время служил языком-крышей, скажем, для македонского.
- В Италии существует единый аусбау-язык — итальянский литературный язык, который служит языком-крышей как для абштанд-языков крайнего юга Италии (сицилийского, калабрийского, сардинского), так и для галло-итальянских наречий Севера (ломбардского, лигурского, венетского и др.).